# Нигрол

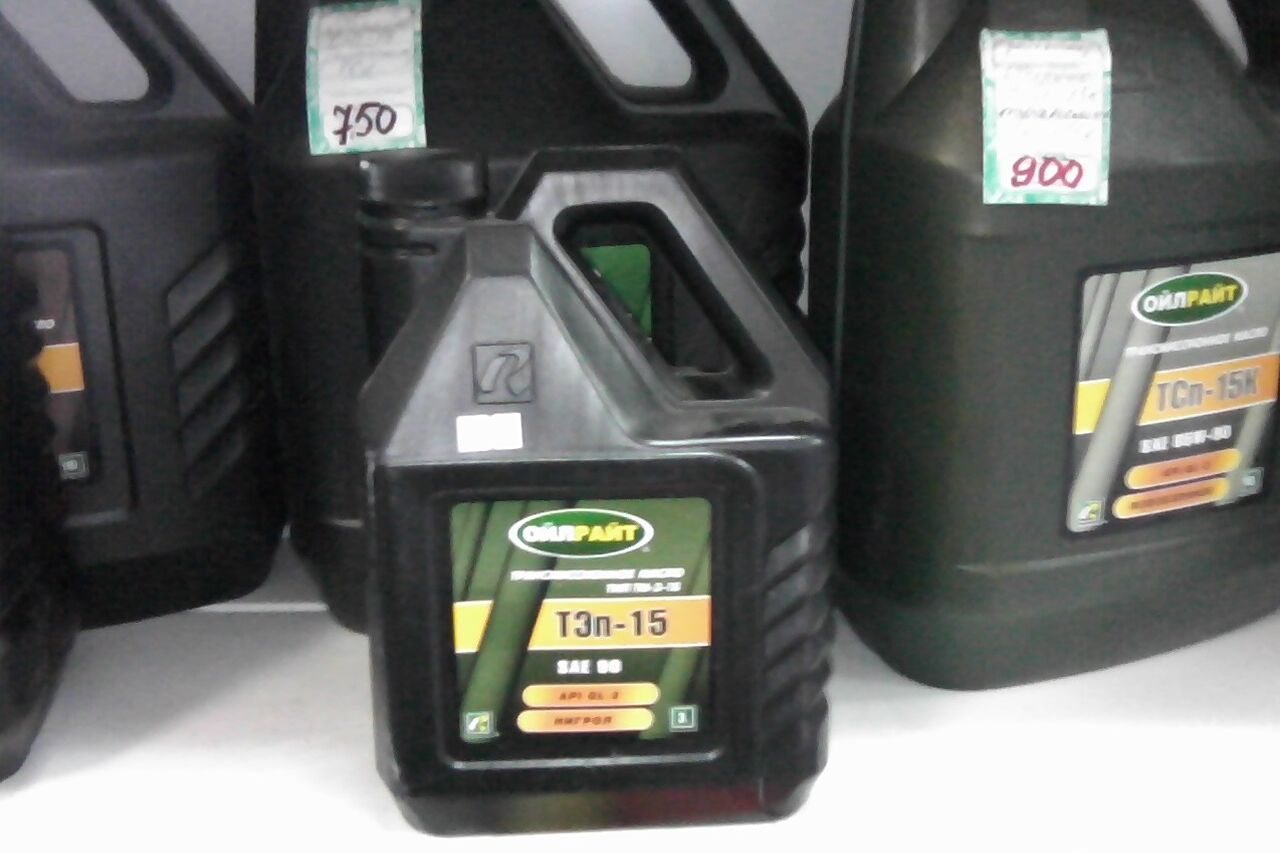
Трансмиссионное масло ТЭп-15 с коммерческим обозначением «Нигрол», на самом деле содержащее противоизносную и депрессорную присадки

Нигро́л (от лат. niger — «чёрный» и лат. oleum — «масло») — трансмиссионное масло без присадок, вязкая жидкость тёмного цвета, представляющая собой неочищенный остаток от прямой перегонки нафтеновых нефтей. Применялся для смазывания трансмиссий и других агрегатов (зубчатые передачи и т. п.) автомобилей, тракторов, промышленного оборудования, паровых машин с усиленной конденсацией пара и других машин и механизмов.
Термин «Нигрол» применялся, и иногда до сих пор применяется, автомобилистами для обозначения любого трансмиссионного масла (по привычке). На самом же деле настоящий нигрол постепенно выходил из употребления уже к шестидесятым — семидесятым годам, вытесняясь более совершенными смазочными материалами.

## История
По ГОСТ 542-50 выпускался нигрол (масло трансмиссионное автотракторное) двух сортов: летний — остаток прямой перегонки нефти (вязкость 32—35 мм2/с при 100 °С), и зимний — смесь асфальтового гудрона с маловязким дистиллятным маслом (20 мм2/с при 100 °С). Оба сорта нигролов вырабатывались из нафтеновых нефтей, практически не содержащих парафина, преимущественно добытых на бакинских месторождениях (балаханская и сураханская).
Нигрол широко применялся в первой половине XX века, так как невысокие контактные напряжения в зубчатых передачах трансмиссий автомобилей тех лет (ГАЗ-АА, ЗИС-5 и др.) позволяли эксплуатацию на подобных недорогих смазочных маслах (по сути, отходах нефтеперегонки).
Благодаря высокому содержанию смол, нигрол обладал достаточно высокой смазывающей способностью и считался подходящим для любых имевшихся в автомобилях тех лет зубчатых пар, за исключением работающих с проскальзыванием гипоидных, требующих специального гипоидного масла с высокими противозадирными качествами, обеспеченными присадками. Основным недостатком нигрола была его избыточная вязкость, что обусловливает большие потери энергии, особенно в непрогретых агрегатах, а также сильное загустевание на морозе. Так, летний нигрол достигал критической вязкости уже при минус 5°С, а зимний — при минус 15°С. Кроме того, в тяжело нагруженных зубчатых передачах, работающих при больших скоростях скольжения (например, в редукторах ведущих мостов грузовых и быстроходных легковых автомобилей) нигрол работал неудовлетворительно, а из-за высокого содержания смолисто-асфальтеновых соединений, склонных к глубокому окислению при повышенных температурах, срок его службы в агрегатах был сравнительно невелик.
В конце 1940-х годов начался процесс вытеснения нигролов более совершенными смазочными материалами (масло для коробки передач и рулевого управления специальное по ГОСТ 4002-48, масло для силовых передач автомобилей летнее по ГОСТ 3781-47, и так далее).
Во второй половине 1950-х новые модели автомобилей в СССР уже проектировались в расчёте на более современные трансмиссионные масла, такие, как ТАп-15, имевшее по сравнению с нигролом вдвое меньшую вязкость и содержавшее противоизносную присадку, или ТАп-10 для северных районов. К примеру, для «Волги» ГАЗ-21 основным трансмиссионным маслом было масло автомобильное трансмиссионное по ГОСТ 3781-53, представлявшее собой экстракт селективной очистки остаточных масел с добавкой веретённого дистиллята и присадки-депрессатора АзНИИ для снижения температуры застывания и имевшее более высокие противоизносные свойства. Применение автотракторного нигрола допускалось лишь в крайних случаях, а в гипоидный задний мост его не допускалось заливать ни в каких случаях, так как без специального гипоидного масла по ГОСТ 4003-53 (изготавливавшегося селективной очисткой из сернистых восточных нефтей и содержавшего активные серосодержащие соединения, придававшие ему высокие противоизносные свойства) он очень быстро выходил из строя.
Окончательно выпуск товарных нигролов был прекращён в 1970-х — 1980-х годах (действие ГОСТа на него было прекращено в 1976), к этому времени они уже не могли применяться в трансмиссиях современных на тот момент легковых автомобилей. Некоторое время в небольших количествах продолжал производиться зимний нигрол, который шёл на приготовление масла ТСгип, использовавшегося в трансмиссиях авиационной техники, в частности — ряда высоконагруженных узлов втулок винтов и трансмиссий вертолётов, но из-за исчерпания месторождений нафтеновых нефтей его выпуск был также прекращён.

## Основные показатели
- Кинематическая вязкость при 100 °С: 27—34
- Температура вспышки, °С не ниже: 215
- Температура застывания, °С не выше:0
- Испытания на коррозию: выдерживает.